# Prismatocarpus spinosus
Prismatocarpus spinosus är en klockväxtart som beskrevs av Robert Stephen Adamson. Prismatocarpus spinosus ingår i släktet Prismatocarpus och familjen klockväxter. Inga underarter finns listade i Catalogue of Life.